# Borys Pigarewicz
Borys Aleksiejewicz Pigarewicz (ur. 3 maja?/15 maja 1898 w m. Ilino na Smoleńszczyźnie, zm. 7 października 1961 w Moskwie) – generał pułkownik Armii Czerwonej i generał broni Wojska Polskiego.

## Życiorys
Służbę wojskową rozpoczął w 1915 w armii Imperium Rosyjskiego. W 1916 ukończył Szkołę Chorążych i walczył w składzie rosyjskiego Frontu Zachodniego. W Armii Czerwonej od 1918. W czasie wojny domowej w Rosji dowódca kompanii i batalionu oraz pomocnik szefa sztabu pułku. W kwietniu 1919 ciężko ranny, do maja 1920 na urlopie zdrowotnym. Od 1922 służył w Leningradzkim Okręgu Wojskowym na stanowiskach: pomocnika dowódcy kompanii, dowódcy kompanii, komendanta pułkowej szkoły podoficerskiej, szefa sztabu pułku, szefa wydziału operacyjnego dywizji, pomocnika, a następnie szefa sztabu korpusu piechoty.
We wrześniu 1939 szef sztabu 14 Armii, z którą walczył w wojnie radziecko-fińskiej 1939–1940. Po napaści Niemiec na ZSRR (lipiec – wrzesień 1941) dowodził Grupą Operacyjną Sztabu Kierunku Zachodniego. Następnie wyznaczony na szefa sztabu 22 Armii Frontu Zachodniego. Generał major od 1941. Styczeń 1942 – maj 1943 szef sztabu 5 Armii Frontu Zachodniego, maj 1943 – sierpień 1944 szef sztabu Frontu Karelskiego. Od września 1944 do końca wojny dowódca 131 Korpusu Strzeleckiego. W latach 1946–1950 był starszym wykładowcą Akademii Sztabu Generalnego Sił Zbrojnych ZSRR.
Na życzenie marszałka Konstantego Rokossowskiego od kwietnia 1950 w stopniu generała porucznika rozpoczął służbę w Wojsku Polskim na stanowisku zastępcy szefa Sztabu Generalnego WP do spraw operacyjnych. W latach 1952–1954 pełnił obowiązki szefa Sztabu Generalnego WP, zastępując gen. broni Władysława Korczyca oddelegowanego do Akademii Sztabu Generalnego Sił Zbrojnych ZSRR. Mianowany do stopnia generała broni. Po powrocie gen. W. Korczyca wrócił na swoje stanowisko, które sprawował do czasu zwolnienia z Wojska Polskiego w 1956.
25 stycznia 1957 wyjechał do ZSRR, gdzie dalej pełnił służbę w Sztabie Sił Powietrznych. W 1959 przeszedł w stan spoczynku. Osiadł w Moskwie.

## Ordery i odznaczenia
- Krzyż Komandorski Orderu Odrodzenia Polski (1954)
- Order Sztandaru Pracy I klasy (1956)
- Brązowy Medal „Siły Zbrojne w Służbie Ojczyzny” (1955)
- Order Lenina
- Order Czerwonego Sztandaru (trzykrotnie)
- Order Kutuzowa II stopnia
- Order Czerwonej Gwiazdy